# Campionato ceco di pallavolo maschile
Il campionato ceco di pallavolo maschile è un insieme di tornei pallavolistici per squadre di club ceche, istituiti dalla Federazione pallavolistica della Repubblica Ceca.

## Struttura
- Campionati nazionali professionistici:

Extraliga: a girone unico, partecipano nove squadre.
- Campionati nazionali non professionistici:

1. Liga: a girone unico, partecipano dieci squadre.